# Landesregierung Reither IV
Die Landesregierung Reither bildete die Niederösterreichische Landesregierung während der IV. Gesetzgebungsperiode vom 12. Dezember 1945 bis zum Rücktritt von Landeshauptmann Josef Reither am 2. Mai 1949. Der Landesregierung Reither folgte die Landesregierung Steinböck I nach. Nach der Landtagswahl vom 25. November 1945 stellte die Österreichische Volkspartei (ÖVP) vier Regierungsmitglieder, die Sozialdemokratische Partei Österreichs (SPÖ) stellte 3 Regierungsmitglieder und die Kommunistische Partei Österreichs (KPÖ) ein Mitglied. 

## Regierungsmitglieder
| Amt                           | Name                 | Partei | Ressorts |
| ----------------------------- | -------------------- | ------ | -------- |
| Landeshauptmann               | Josef Reither        | ÖVP    |          |
| Landeshauptmannstellvertreter | August Kargl         | ÖVP    |          |
| Landeshauptmannstellvertreter | Franz Popp           | SPÖ    |          |
| Landesrat                     | Johann Haller        | ÖVP    |          |
| Landesrat                     | Johann Steinböck     | ÖVP    |          |
| Landesrat                     | Felix Stika          | SPÖ    |          |
| Landesrat                     | Heinrich Schneidmadl | SPÖ    |          |
| Landesrat                     | Laurenz Genner       | KPÖ    |          |